# 皮耶·德·馬里沃
皮耶·卡莱·德·尚布兰·德·馬里沃（法語：Pierre Carlet de Chamblain de Marivaux，法語發音：[pjɛʁ kaʁlɛ də ʃɑ̃blɛ̃ də maʁivo]；1688年2月4日—1763年2月12日）是一位法國小說家與劇作家。
馬里沃是18世紀最重要的法國劇作家之一，曾為法蘭西喜劇院與義大利喜劇院書寫無數喜劇。他最重要的作品是《Le Triomphe de l'amour》、《愛情與偶然狂想曲》（The Game of Love and Chance）、《假秘密》（Les Fausses Confidences）。他還發表了一些散文與兩部重要但未完成的小說《瑪莉安的一生》（La Vie de Marianne）、《Le Paysan parvenu》。

## 外部連結
- Pierre de Marivaux的作品  - 古騰堡計劃
- Biography, Bibliography, Analysis, Plot overview (in French)
- Bibliography, Analysis of L'Ile des esclaves （页面存档备份，存于） (in French)